# Landscheide
Landscheide ist eine Gemeinde im Kreis Steinburg in Schleswig-Holstein. Flethsee, Nordbünge und Wetterndorf liegen im Gemeindegebiet.

## Geografie und Verkehr
Landscheide liegt zehn Kilometer östlich von Brunsbüttel. Die Bundesstraßen 5 und 431 verlaufen durch die Gemeinde. Die Vierstieg-Hufner-Wettern fließt durch Landscheide, außerdem liegt die Brake, ein infolge der Neujahrsflut 1721 entstandenes Feuchtgebiet, in der Gemeinde.

## Politik

### Gemeindevertretung
Bei der Kommunalwahl am 14. Mai 2023 wurden insgesamt neun Sitze vergeben. Von diesen erhielt die Kommunale Wählervereinigung Landscheide acht Sitze und die Landscheider Wählergemeinschaft erhielt einen Sitz.

### Wappen
Blasonierung: „Über silbernem, mit drei blauen Wellenfäden belegten Wellenschildfuß ein mit Gegenspitze ausgeschnittener grüner Balken, darüber in Silber vier grüne Rohrkolben mit schwarzem Kolben.“